# Burg Seeburg (Schlitz)
Die Burg Seeburg, auch Seeburg, Ruine Seeburg, Burg Hartershausen oder Alte Mauer genannt, ist eine als Kulturdenkmal ausgewiesene Ruine einer Wasserburg beim Stadtteil Hartershausen der Stadt Schlitz im mittelhessischen Vogelsbergkreis.
Mit Vorderburg, Hinterburg mit Hinterturm, Ottoburg, die alle eingebunden in die Stadtmauer die mittelalterliche Stadtbefestigung von Schlitz bildeten, mit der Schachtenburg, dem etwas außerhalb gelegenen Schloss Hallenburg und der abgegangenen Burg Niederschlitz befinden sich gleich sieben Burgen in und im Umkreis der Stadt Schlitz.

## Geographische Lage
Die Ruine Seeburg befindet sich etwa 1100 Meter westlich und etwas oberhalb von Hartershausen (229 bis 261 m) in der Flur Hartershausen. Sie steht auf einer dem Seeberg (324,2 m ü. NHN) vorgelagerten Anhöhe auf rund 255 m Höhe. Ein aus dem Seeberg, der Ort von Hügelgräbern ist, dem Dörreberg (405,9 m), Erlesberg (387,3 m), Sängersberg (494 m), Wendberg (379,9 m) und dem Tempelberg (385,2 m) bestehender bewaldeter Höhenzug, der knapp 250 m westsüdwestlich der Ruine beginnt und bis dicht vor die Tore der etwa 4,5 Kilometer nördlich gelegenen Stadt Schlitz reicht, umgibt die Ruine und Hartershausen in einem weiten Bogen sichelförmig.
Minimal etwa 400 m nordwestlich fließt ein aus dem Welzgrund kommender Bach um den Ruinenstandort herum. Am „Burgberg“ selbst entspringt auf dem Osthang, etwa 450 m von der einstigen Burgstelle entfernt und halbwegs zum Dorf, eine weitere Quelle, die sicher für die Trinkwasserversorgung der Burg bedeutsam war. Auch südlich der Ruine entspringen weitere Bäche – zum Beispiel am Pfaffenborn. Alle genannten Bäche münden in die direkt östlich an Hartershausen vorbeifließende Fulda.

## Geschichte

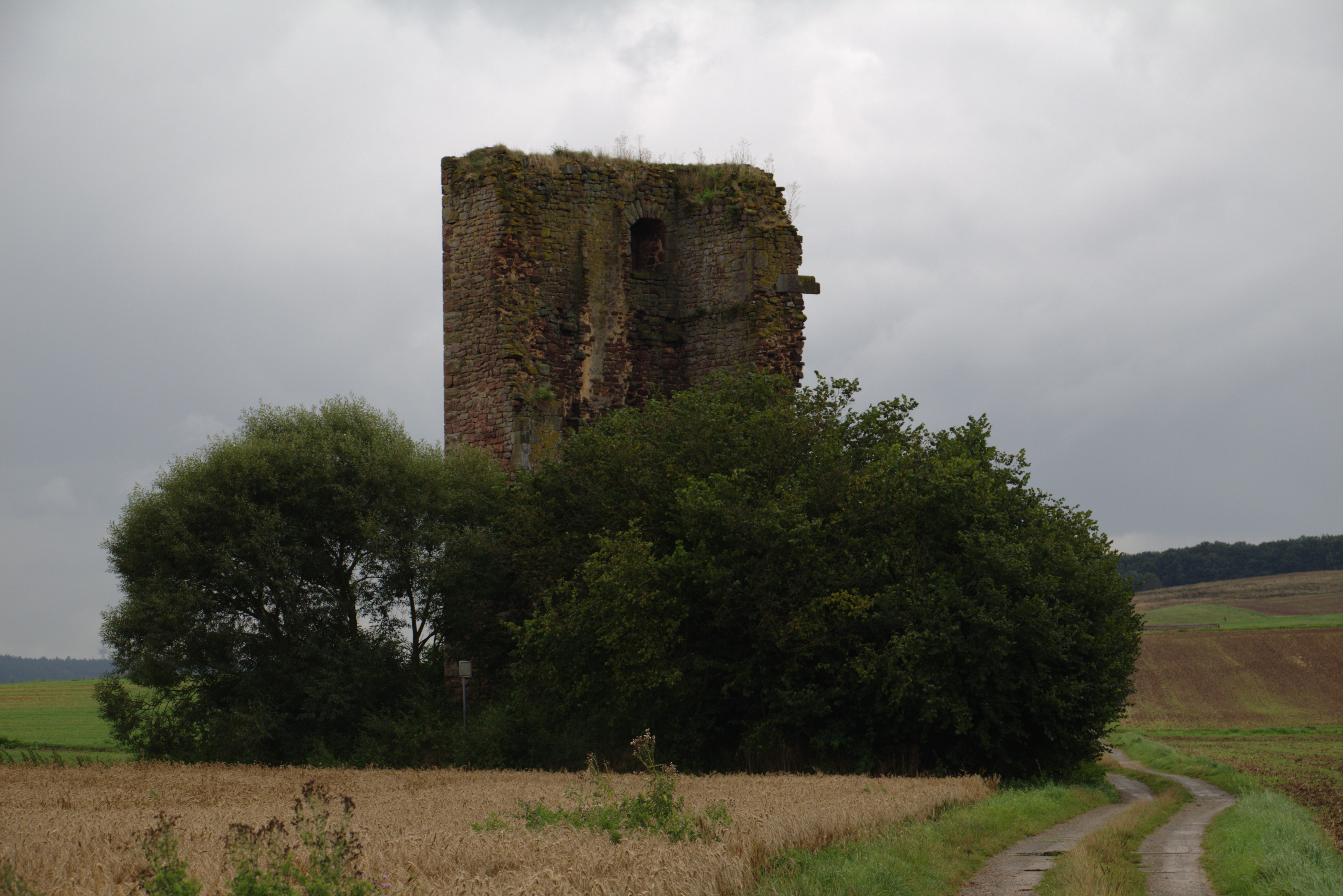
Ruine der Burg von der offenen Seite

Vermutlich wurde die Burg Seeburg im 12. Jahrhundert zum Schutz der Besitzungen des Klosters Fulda angelegt. Aus einem Ministerialengeschlecht der Reichsabtei Fulda entstand die einflussreiche Familie der Herren von Schlitz, die erstmals mit Ermenoldus de Slitese im Jahre 1116 urkundlich genannt werden und die als Erbauer der Burg in Frage kämen. Zum Burgbezirk dürften neben der Siedlung Hartershausen auch die in diesem Tal gelegenen Dörfer Hemmen und Üllershausen gehört haben. Die Zerstörung der Burg im 13. Jahrhundert ist möglicherweise Bertho II. von Leibolz zuzuschreiben.

## Anlage
Von der ehemaligen Burganlage sind noch im Aufgehenden die östliche Hälfte des Bergfriedes mit Kaminresten an der Innenseite erhalten. Wälle und Gräben wurden eingeebnet. Die Ruine ist als Kulturdenkmal ausgewiesen und erhebt sich als Landmarke gut sichtbar über dem Dorf.